# Колтан, Гжегож
Гжегож Ян Колтан (пол. Grzegorz Jan Kołtan; 15 сентября 1955, Валч) — польский гребец-байдарочник, выступал за сборную Польши на всём протяжении 1970-х годов. Двукратный чемпион мира, победитель многих регат национального и международного значения, участник двух летних Олимпийских игр.

## Биография
Гжегож Колтан родился 15 сентября 1955 года в городе Валч, Западно-Поморское воеводство. Активно заниматься греблей начал в раннем детстве, проходил подготовку в местном спортивном клубе «Орла».
Первого серьёзного успеха на взрослом международном уровне добился в 1974 году, когда попал в основной состав польской национальной сборной и побывал на чемпионате мира в Мехико, откуда привёз награду бронзового достоинства, выигранную в зачёте четырёхместных байдарок на дистанции 10000 метров. Благодаря череде удачных выступлений удостоился права защищать честь страны на летних Олимпийских играх 1976 года в Монреале — участвовал в программе байдарок-четвёрок на дистанции 1000 метров, дошёл до финальной стадии и показал в решающем заезде пятый результат, немного не дотянув до призовых позиций.
В 1977 году Колтан побывал на чемпионате мира в болгарской Софии, откуда привёз сразу две награды золотого достоинства, выигранные в четвёрках на километровой и полукилометровой дистанциях. Год спустя выиграл бронзовую медаль на аналогичных соревнованиях в югославском Белграде, став третьим в четвёрках на пятистах метрах. Ещё через год выступил на мировом первенстве в немецком Дуйсурге, в составе четырёхместного экипажа получил здесь бронзу на пятистах метрах и серебро на тысяче. Позже прошёл квалификацию на Олимпийские игры 1980 года в Москве, в составе экипажа, куда также вошли гребцы Ришард Оборский, Данель Велна и Гжегож Следзевский, сумел пробиться в финальную стадию турнира и был близок к призовым позициям, но в решающем заезде оказался на финише только четвёртым.
Вскоре по окончании Олимпиады принял решение завершить спортивную карьеру, уступив место в сборной молодым польским гребцам.